# Pasaporte norcoreano
El Pasaporte de la República Popular Democrática de Corea es el documento que se puede emitir a los ciudadanos de Corea del Norte para viajes internacionales. Dado que la mayoría de los norcoreanos no tienen la oportunidad de abandonar su país, rara vez se emiten pasaportes de la RPDC.

## Historia
Los pasaportes de Corea del Norte se emitieron por primera vez en la década de 1950 con pasaporte en coreano, ruso y chino, mientras que el pasaporte actual solo tiene coreano e inglés.

## Apariencia física
Las cubiertas de los pasaportes de la RPDC son de color azul marino con el emblema nacional de la República Popular Democrática de Corea estampado en el centro. Las palabras "조선민주주의인민공화국" (en Coreano) y "REPÚBLICA POPULAR DEMOCRÁTICA DE COREA" (en español) están inscritos sobre el emblema, con "려권" y "PASAPORTE" a continuación. 려권  (lyeogwon), significa "pasaporte", mientras que en el pasaporte de Corea del Sur, está marcado 여권  (yeogwon), que también significa pasaporte. Ambas palabras son palabras chino-coreanas escritas como 旅券 en Hanja, pero debido a la regla de sonido inicial presente solo en Corea del Sur, se escriben de manera diferente.

## Tipos de pasaporte

Pasaporte de emergencia de Corea del Norte.

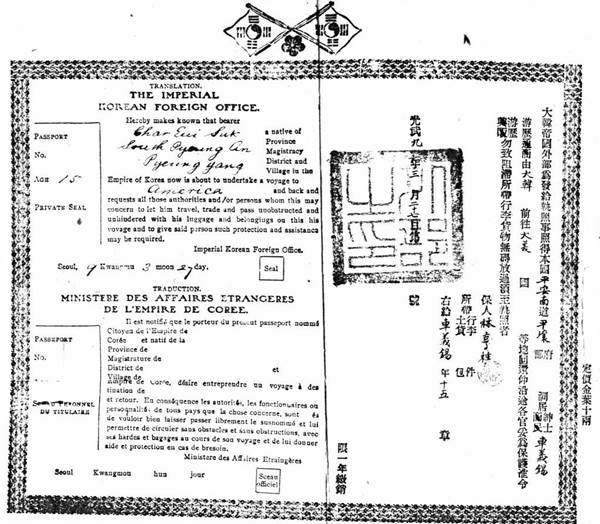
Este pasaporte fue emitido antes de que se formaran Corea del Norte y Corea del Sur.

- Un pasaporte ordinario es un pasaporte único que, después de obtener un permiso especial, se entrega a los norcoreanos, que visitan países extranjeros por razones oficiales, es decir, profesionales, deportes, competencias académicas, viajes de negocios. Los pasaportes ordinarios son retirados por el Ministerio de Relaciones Exteriores después del viaje. La cubierta es azul marino.
- Se emite un pasaporte oficial para el comercio y otros burócratas económicos que viajan al extranjero. La cubierta es verde.
- Se expide un pasaporte diplomático a altos funcionarios del Ministerio de Relaciones Exteriores, el Comité Central del Partido de los Trabajadores de Corea y otras oficinas subordinadas del Partido de los Trabajadores de Corea. Para otros burócratas, solo los viceministros o superiores pueden recibir un pasaporte diplomático. La cubierta es roja.

El pasaporte oficial y el pasaporte diplomático deben devolverse y guardarse en la oficina de pasaportes, desde donde se puede recuperar para cualquier viaje al extranjero. Los pasaportes ordinarios nunca se emiten sin un permiso especial y todos los titulares deben solicitar una visa de salida para salir del país. 

## Páginas de identidad
Un pasaporte de la RPDC incluye dos páginas de identidad. El primero identifica al titular e incluye la siguiente información: 
- 1) Número de pasaporte
- 2) Nombre completo (en inglés y en coreano)
- 3) Fecha de nacimiento (AA-MM-DD)
- 4) Lugar de nacimiento
- 5) Nacionalidad (especificado como "coreano")
- 6) Duración de la validez del pasaporte (cinco años)
- 7) Fecha de caducidad (AA-MM-DD)
- 8) Fecha de emisión (AA-MM-DD)

La segunda página es para endosos oficiales. 

## Nota de pasaporte
El pasaporte contiene la siguiente nota: 
Coreano: 

이 려권소지자는 조선민주주의인민공화국의 보호를 받습니다. 이 려권소지자를 지장없이 통과시켜 주며 그에게 필요한 편의와 보호를 베풀어 줄것을 모든 관계자들에게 요청하는 바입니다.

Español: 

El titular de este pasaporte está bajo la protección de la República Popular Democrática de Corea. Por la presente, se solicita a todos aquellos a quienes concierne que permitan que el titular pase libremente sin obstáculos ni impedimentos, y que brinde asistencia y protección al titular, según sea necesario.

## Visa

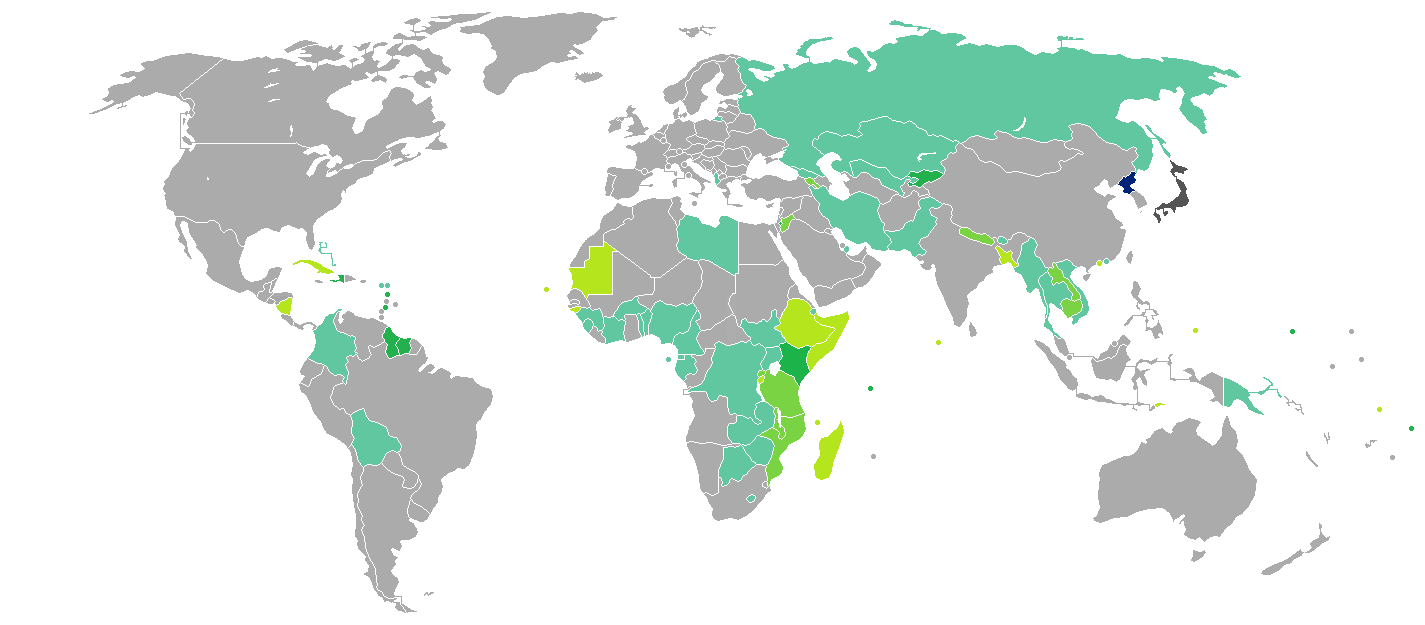
Requisitos de visa para ciudadanos norcoreanos
Corea del Norte
Visa de acceso gratuito
Visa a la llegada
eVisa
Visa disponible tanto a la llegada como en línea
Se requiere visa

## Galería

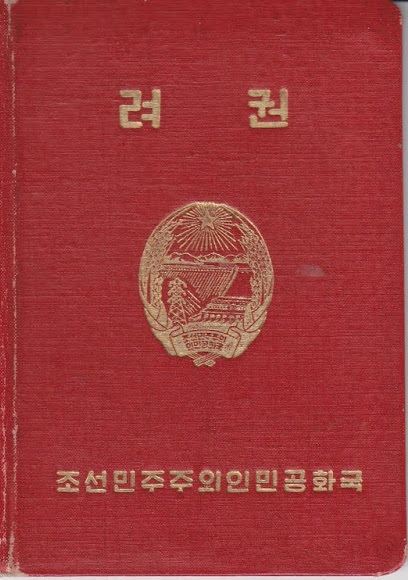
Pasaporte de la RPDC de la década de 1950
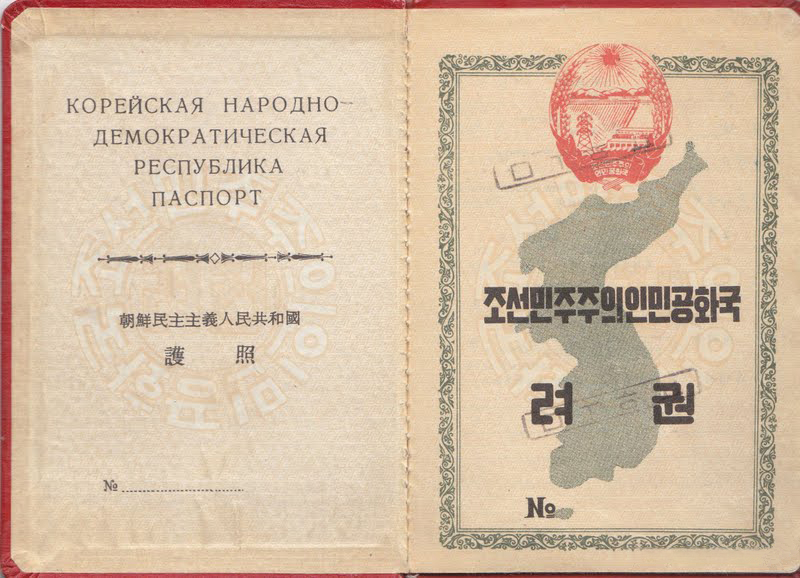
Pasaporte de la RPDC de la década de 1950, página interior
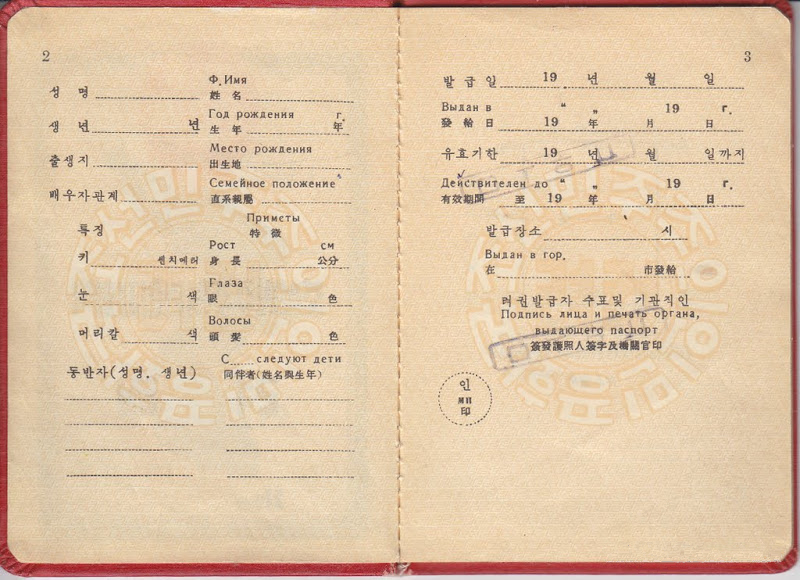
Pasaporte de la RPDC de la década de 1950, página de información personal
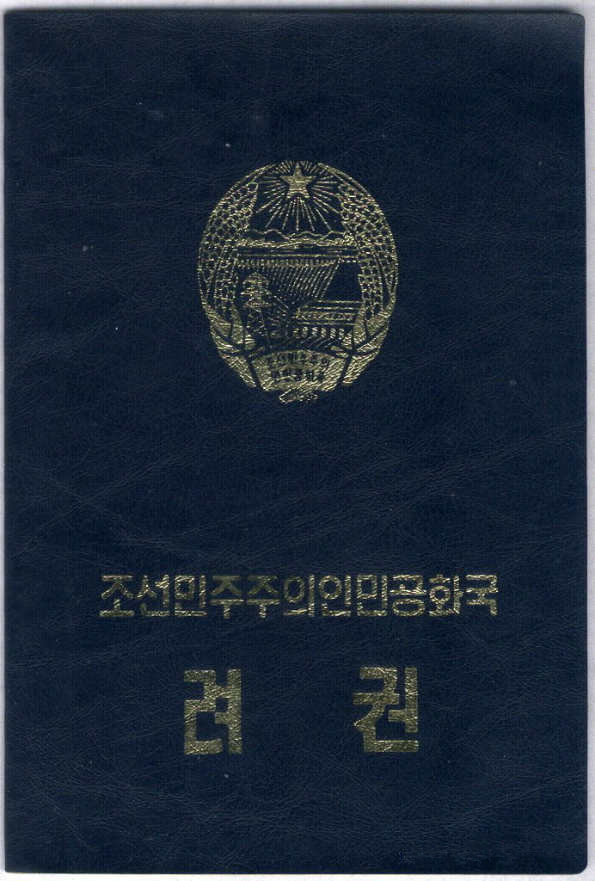
Cubierta de un pasaporte de la RPDC de la década de 1990
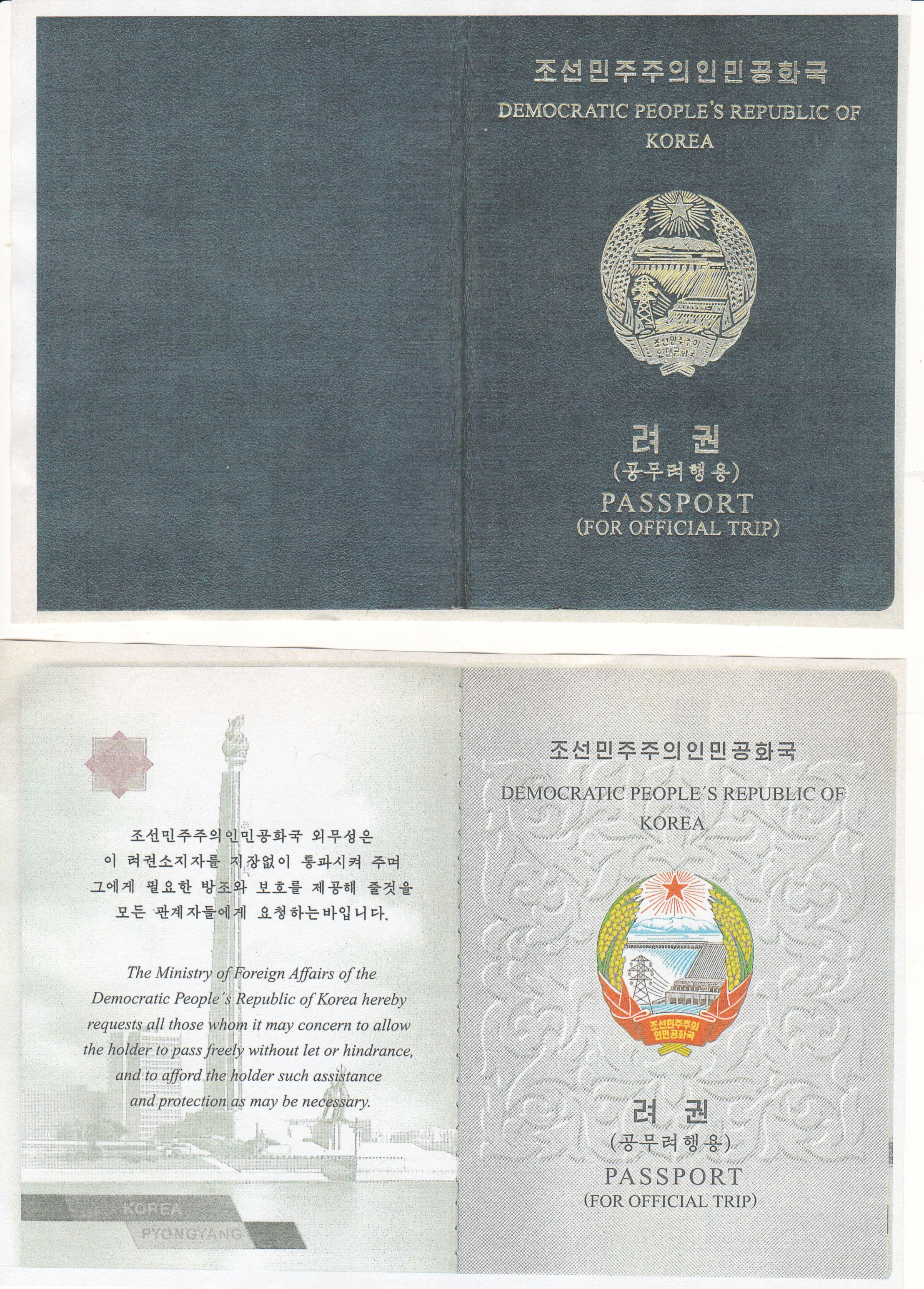
Pasaporte de la RPDC de 2019